# Takayuki Kuwata
Takayuki Kuwata (Hiroshima, Prefectura d'Hiroshima, Japó, 26 de juny de 1941), és un exfutbolista japonès.

## Selecció japonesa
Takayuki Kuwata va disputar 5 partits amb la selecció japonesa.